# Abucheo

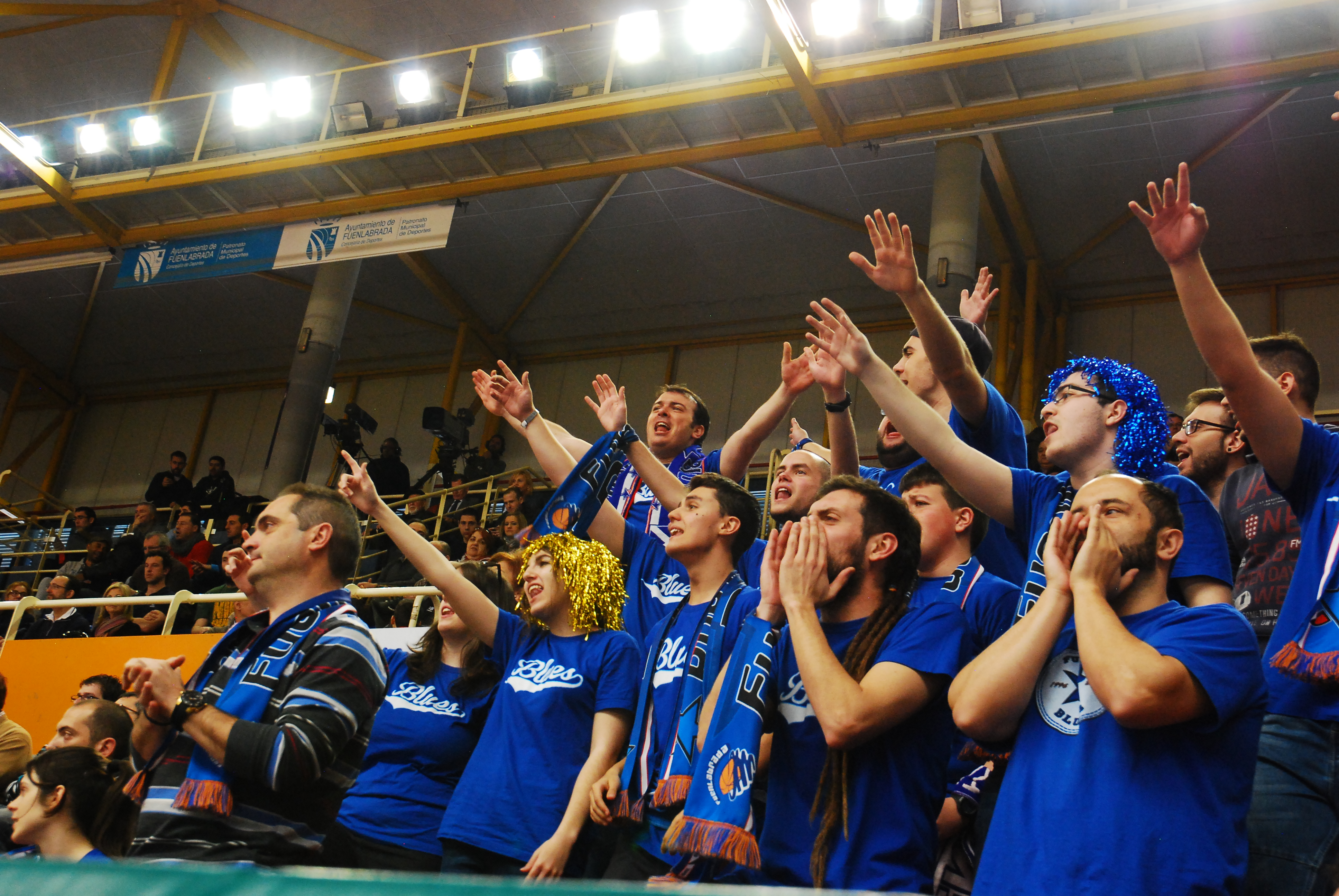
Un abucheo en un acontecimiento deportivo.

El abucheo es una forma de demostrar disconformidad por alguien o algo, generalmente a un artista, al gritarle "¡bu!" o haciendo sonidos de hacer gestos con las manos hacia el artista, como bajar los pulgares. En particular, si a los espectadores les disgusta la presentación, también pueden acompañar su abucheo arrojando objetos (tradicionalmente fruta podrida o vegetales) al escenario, aunque los objetos pueden no tener la intención de herir al artista.

## Ejemplos
- En deportes, el abucheo por parte de fanáticos es completamente común. Pueden abuchear a jugadores particularmente odiados del equipo contrario, o cualquier jugador contrario cuando existe una intensa rivalidad entre equipos. La conducta antideportiva también puede ser abucheada, como golpear intencionalmente a un jugador local o fingir una falta en fútbol o en básquet (donde es una falta técnica). Abuchear a un árbitro o umpire después de un arbitraje no popular también es común. Abuchear a jugadores expulsados después de recibir una segunda tarjeta amarilla o una tarjeta roja directa también es común por muchas razones.
- En deportes profesionales, el equipo propio, jugadores o entrenador pueden ser abucheados debido al mal rendimiento o temporada.
- En política, el abucheo está oficialmente prohibido en el parlamento del Reino Unido; Erskine May afirma: "Los miembros no deben molestar a un miembro que esté hablando con silbidos, cantos, aplausos, abucheos, exclamaciones u otras interrupciones". Sin embargo, las burlas y los abucheos son algo comunes durante las preguntas del primer ministro.

## En la cultura popular
- Aunque es poco común en las artes escénicas, la ópera sigue siendo una de las artes en las que el abucheo sigue siendo, si no común, habitual y merecido.
- Más raro aún es que las películas sean abucheadas en sus estrenos, y esto suele limitarse a los festivales de cine cuando el equipo de producción está presente.
- La película The Princess Bride utiliza el abucheo para mostrar vergüenza. La bella Buttercup sueña con su boda con Humperdinck cuando una anciana la interrumpe:

"¿Tu verdadero amor vive y te casas con otro? ¡El amor verdadero la salvó en el Pantano de Fuego y ella lo trató como basura! ¡Y eso es lo que ella es! ¡La reina de la basura! ¡Así que inclínate ante ella si quieres! ¡Inclínate ante ella! ¡Inclínate ante la reina del slime! ¡La reina de la inmundicia! ¡La reina de la putrescencia! ¡Bu! ¡Bu! ¡Basura! ¡Inmundicia! ¡Limo! ¡Estiércol! ¡Bu! ¡Bu! ¡Bu!"

- Datos: Q1553816
- Multimedia: Booing / Q1553816
- Citas célebres: Rechifla